# Bakairi

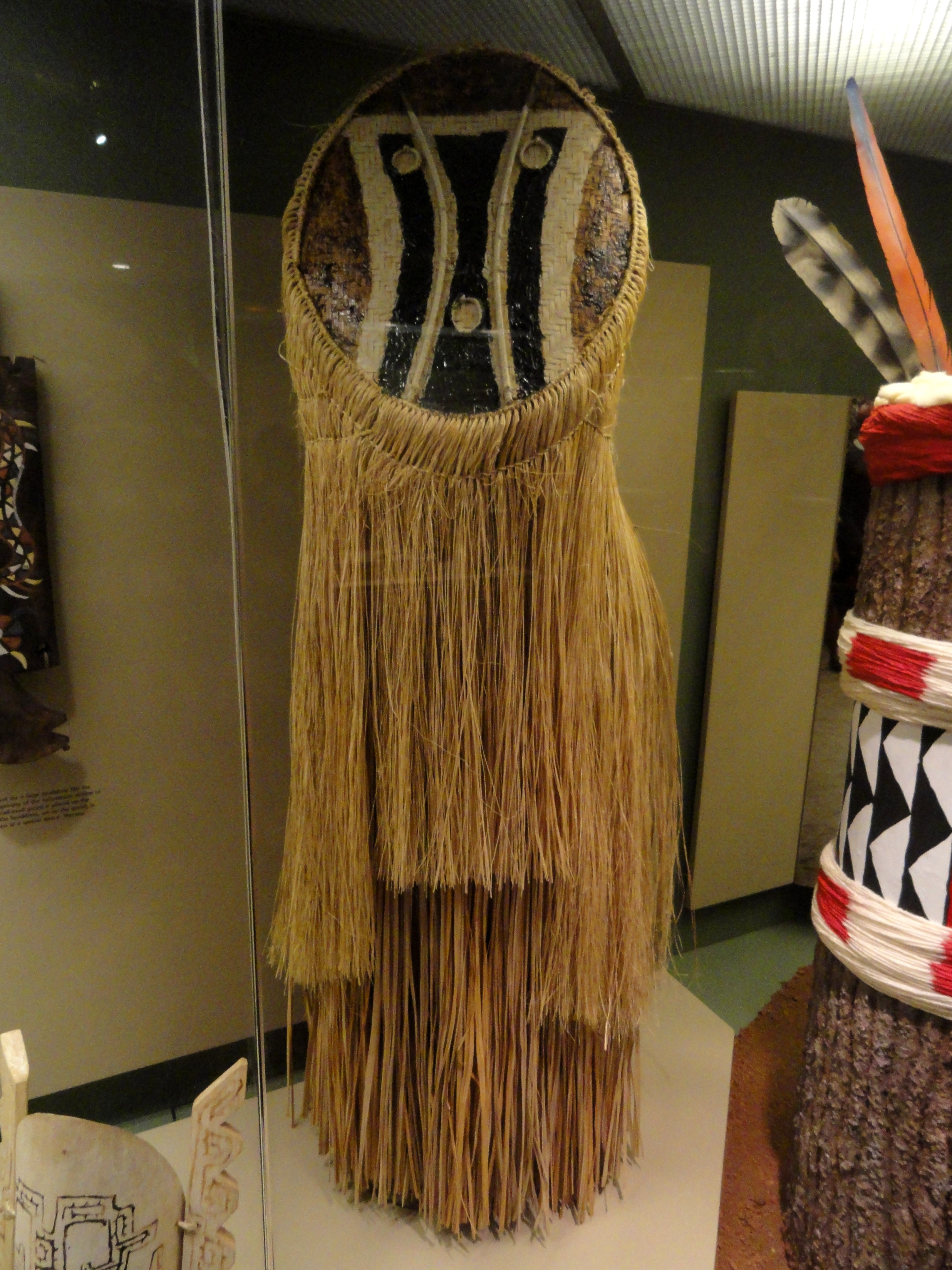
Maske und Zeremonialkostüm der Bakairi (American Museum of Natural History).

Die Bakairi (weitere Bezeichnungen: Bakaïri bzw. Bacairis) sind ein indigenes südamerikanisches Volk im brasilianischen Bundesstaat Mato Grosso.
Die Eigenbezeichnung lautet Kurâ, der Name Bakairi ist seit dem 18. Jahrhundert nachgewiesen. Im Jahr 1965 wurden 261 Stammesmitglieder registriert, 1980 414, 1999 950, 2012 um die 930 Stammesmitglieder und 2014 982.  Sie leben verteilt in den Reservaten Terra Indígena Bakairi in Nähe der Stadt Paranatinga und Terra Indígena Santana in Nähe der Stadt Nobres. Der Lebensraum sind die Cerrados, ein Savannengebiet.
Seine Sprache gehört zur karibischen Sprachfamilie mit Sprachelementen der Arára, Txikão und anderen wie den Nahukwá und Kuikúru. Der Völkerkundler Karl von den Steinen widmete ihm einen großen Teil seines Werkes Unter den Naturvölkern Zentral-Brasiliens.